# Nhà xuất bản Tinh Hoa
Nhà xuất bản Tinh Hoa là một nhà xuất bản âm nhạc nổi tiếng ở Việt Nam từ trước năm 1945, do Tăng Duyệt sáng lập tại Huế và sau này có chi nhánh tại Sài Gòn và Hà Nội.

## Tăng Duyệt

### Tiểu sử
Tăng Duyệt sinh năm 1915 tại Huế, cha là người Quảng Đông, mẹ người Việt. Năm lên 10 tuổi, cha mất, ông sống với anh trai, đi học đến 15 tuổi thì nghỉ học chữ, theo học nghề và làm thợ chụp ảnh ở hiệu ảnh Khải Xương của anh mình, lương tháng 15 đồng. Mê đọc sách từ nhỏ, ông để dành tiền tiêu vặt, tiền lương lùng mua sách để đọc, rồi đóng bìa da, lập tủ sách riêng. Một thời gian sau, ông mở hiệu ăn, rồi mở cơ sở sản xuất đồ mớp (đồ gỗ dân dụng) nhưng đều thất bại. Là người mê sách, lại thấy Huế thời đó số người đọc sách, có nhu cầu mua bán sách cũ khá nhiều, ông bèn mở hiệu sách Tân Hoa ở đường Gia Long, sau chuyển lên 121 Trần Hưng Đạo. Tiếp đến ông mở Nhà in Tân Hoa rồi Nhà xuất bản Tinh Hoa, chuyên xuất bản tác phẩm âm nhạc.
Từ năm 1956, ông giải tán Nhà Xuất Bản Tinh Hoa (Huế), ở nhà dạy con học, dạy cho cả những đứa trẻ hàng xóm, rồi đột ngột qua đời vào tết Mậu Thân 1968 vì đạn lạc.

### Cộng tác
Ông Tăng Duyệt rất rộng rãi trong việc chi tiêu, từng nhiều lần bỏ tiền mời toàn bộ Ban hợp ca Thăng Long về Huế biểu diễn, bao ăn ở, vui chơi, bỏ tiền mua hết vé rồi tặng người quen để họ vào xem cho chật rạp hát. Ông cũng lập Ban nhạc Thiếu nhi Tinh Hoa gồm mấy người con lớn và một số bạn trẻ, tổ chức các buổi diễn lấy tiền cứu trợ nạn nhân bão lụt.
1. Nhạc sĩ Văn Giảng chơi thân cùng ông Tăng Duyệt, một số hành khúc của Văn Giảng cũng được Nhà xuất bản Tinh Hoa ấn hành. Một lần, ông Tăng Duyệt nói đùa ngụ ý rằng nhạc sĩ Văn Giảng chỉ viết được những bài hùng ca thôi còn về tình ca thì không phải sở trường của Văn Giảng. Văn Giảng nghe như vậy và không trả lời. Sau đó ông viết bài Ai về sông Tương và ký tên Thông Đạt. Ai về sông Tương được tác giả Thông Đạt gửi tới các đài phát thanh ở Hà Nội, Huế, Sài Gòn và nhanh chóng nổi tiếng. Sau nhiều lần được nghe bản nhạc đó trên đài, Tăng Duyệt gặp Văn Giảng và hỏi ở trong giới nhạc, Văn Giảng có biết Thông Đạt, tác giả bài Ai về sông Tương là ai không. Tăng Duyệt muốn tìm mua lại bản quyền nhạc phẩm đó để xuất bản nhưng Văn Giảng trả lời không biết. Một lần hai người bạn của Văn Giảng là nhạc sĩ Đỗ Kim Bảng và nhà văn Lữ Hồ tới chơi và tình cờ nhìn thấy bản thảo của Ai về sông Tương. Nhờ đó, ông Tăng Duyệt mới biết Văn Giảng chính là Thông Đạt, tác giả của bài tình ca nổi tiếng đó.
2. Nhạc sĩ Đỗ Kim Bảng kể: Trong một buổi phát phần thưởng cuối năm, ông lên sân khấu hát bài Mùa thi, ông Tăng Duyệt, giám đốc Nhà xuất bản Tinh Hoa nghe được và lập tức mua bản nhạc này với giá 1.500đ, xấp xỉ lương tháng của công chức. Về sau này, khi ngày càng có nhiều người biết tới và hát, bản nhạc mới được in ra. Hồi đó, bài nào ông Tăng Duyệt thấy hợp lỗ tai thì mua và in thôi. Ông là người Hoa, quý trọng văn nghệ sĩ, đón tiếp các nhạc sĩ trong nam ra rất trọng thể. Sau này ông còn mua bài Gió sớm của tôi, mặc dù bài này chưa được hát bao giờ.
3. Nhạc sĩ Phạm Duy thì kể lại trong Hồi Ký như sau: Năm 1951, Việt Nam có 4 nhà xuất bản âm nhạc là Thế giới (Hà Nội), Tinh Hoa (Huế), Sống Chung và Á Châu (Sài Gòn). Thời gian sau có thêm nhà xuất bản An Phú và Minh Phát, trả tiền tác quyền cho nhạc sĩ rồi in và bày bán trên vĩa hè, nhạc in to như sách học trò hoặc khổ nhỏ bằng nửa bàn tay, có tranh vẽ lòe loẹt kiểu hoa hòe hoa sói, có thêm ảnh tác giả và ca sĩ trẻ măng, đẹp đẽ. Nghề ấn hành bản nhạc càng ngày càng khuếch trương với sự thành lập của cái tôi gọi là chợ trời âm nhạc. Tân nhạc vào thời này mang tính chất bình dân, người khó tính gọi là nhạc vỉa hè, nhạc máy nước, người thức thời gọi là nhạc thời trang, nhạc thương phẩm.
4. Nhạc sĩ Phan Huỳnh Điểu trên chương trình Con đường âm nhạc trên VTV1 của Đài truyền hình Việt Nam, có kể chuyện ông Tăng Duyệt, chủ nhà sách Tân Hoa ở Huế nhận xuất bản ca khúc Đoàn Giải phóng quân của ông với mức tác quyền 800đ năm 1946.
5. Nhạc sĩ Văn Cao với nhạc phẩm Thiên Thai, theo lời kể của Phâm Duy: "...nhưng với bài Thiên Thai in ra vào năm 1944 thì Văn Cao tự nhận mình là "Người Sông Ngự" và không ngần ngại viết mấy câu đề tựa trên đầu bản nhạc do nhà xuất bản Tinh Hoa ở Huế ấn hành. Ảnh hưởng sông nước khúc Thiên Thai cổ trong khung cảnh huyền diệu của Đường thi với hai truyện Thiên Thai và Đào Nguyên, Người Sông Ngự đã lạc cảm xúc rồi!".[2]

## Lịch sử
Nhà xuất bản Tinh Hoa được sáng lập năm 1943 tại Huế. Hoạt động chủ yếu là xuất bản và phát hành nhạc tiền chiến. Nhà xuất bản đã từng mua bản quyền và xuất bản nhạc của các nhạc sĩ: Phạm Duy, Văn Cao, Văn Giảng, Thẩm Oánh, Hùng Lân, Dương Thiệu Tước, Phạm Đình Chương, Nguyễn Văn Thương, Nhật Bằng, Nguyễn Mỹ Ca, Hoàng Trọng, Hoàng Giác, Thu Hồ, Anh Việt, Lê Thương, Lưu Hữu Phước, Canh Thân, Tô Vũ, Phan Huỳnh Điểu,...
Năm 1952, nhạc sĩ Lê Mộng Bảo được ông Tăng Duyệt phái vào Nam để thành lập chi nhánh và đại diện cho Nhà xuất bản Tinh Hoa Huế tại miền Nam. việc in ấn cũng chuyển vào Sài Gòn, bìa thì vẫn do họa sĩ Phi Hùng ở Huế trình bày. Dần dà, việc kinh doanh ở thị trường miền Nam, Miên, Lào đều giao cho nhạc sĩ Lê Mộng Bảo, có thêm người cháu gọi ông bằng chú ruột hỗ trợ. Ông Tăng Duyệt chỉ bay vào bay ra một năm vài lần.
Năm 1956, ông Tăng Duyệt từ Sài Gòn trở về Huế cùng mấy xe tải chở đầy những ấn phẩm âm nhạc tồn đọng, chất đầy một phòng lớn ở 121 Trần Hưng Đạo. Ông không nói gì với vợ con, bạn bè. Các ấn phẩm âm nhạc chất đống trong kho chứ không chịu đem bán xon, hạ giá vì để giữ uy tín của Nhà xuất bản và của các nhạc sĩ. Nhạc sĩ Lê Mộng Bảo một mình ở lại trong Nam, tìm mọi cách khôi phục, cho ra đời Nhà xuất bản Tinh hoa Miền Nam và làm giám đốc cho đến năm 1975.

## Trụ sở
Nhà xuất bản Tinh Hoa có trụ sở chính đặt tại 121 đường Trần Hưng Đạo, Huế. Tổng phát hành và chi nhánh miền Bắc đặt ở nhà 80c, phố Hàng Trống, Hà Nội (sau chuyển đến 35 Lương Văn Can, Hà Nội). Tổng phát hành tại miền Nam ở số 185 Kichener, Sài Gòn.
Đến tháng 4 năm 1954, chi nhánh miền Bắc chuyển về Hải Phòng – số 40 đường Sađi Carnot. Chi nhánh miền Nam đặt tại 180 đường Marchaise, Sài Gòn. Và có thêm Tổng đại lý Miên, Lào Hon-Du ở số 4 đường Delaporte, Phnôm Pênh.

## Sản phẩm
Sản phẩm chính của Tinh Hoa là tờ nhạc (music sheet). Hình thức gồm 4 mặt, phần cuối trang 2 và trang 3 đều có các dòng chữ: Cấm in lại, dịch, thu thanh, đặt lời ca khác và đàn hát nơi công cộng và Tác giả giữ bản quyền hoặc Nhà xuất bản giữ bản quyền. Tính đến 1956, Nhà xuất bản đã xuất bản và phát hành hơn 550 bản nhạc, một số chưa kịp phổ biến.
- - Từ (1943-1953), giá phát hành là 5đ (nội địa), 6đ (Miên, Lào).
  - Từ (1954-1956), giá phát hành 7đ trên toàn cõi Đông Dương.